# Jeff Pollack
Jeff Pollack (* 15. November 1959 in Los Angeles als Jeffrey Ian Pollack; † 23. Dezember 2013 in Hermosa Beach, Kalifornien) war ein US-amerikanischer Regisseur, Drehbuchautor und Filmproduzent. Bekannt wurde er durch die Kinofilme Above the Rim, Booty Call – One-Night-Stand mit Hindernissen und Get The Dog – Verrückt nach Liebe.

## Leben und Karriere
Jeff Pollack, Jahrgang 1959, reiste nach seinem Studium an der University of Southern California zuerst drei Jahre durch Asien, bevor er in die USA zurückkehrte, um dort im Entertainment- und Filmgeschäft in verschiedenen Funktionen tätig zu werden. Er gründete zusammen mit einem Freund, dem Geschäftspartner Benny Medina, zu Beginn der 1990er Jahre die Produktionsfirma Medina/Pollack Entertainment, aus der später Handprint Entertainment wurde. Dort betreuten sie bekannte Stars wie Tyra Banks, Jennifer Lopez oder Mariah Carey. Daneben produzierte er bis 1995 zahlreiche Folgen der populären Fernsehserie Der Prinz von Bel-Air mit Will Smith.
1994 gelang Pollack mit dem Sportlerdrama Above the Rim, mit Duane Martin und Tupac Shakur in den Hauptrollen, auch der Sprung ins Kino. Jeff Pollack realisierte den Film in eigener Verantwortung als Produzent, Drehbuchautor und Regisseur. 1997 entstand unter seiner Regie die romantische Komödie Booty Call – One-Night-Stand mit Hindernissen mit Jamie Foxx, Tommy Davidson und Vivica A. Fox. Im Jahr 1999 inszenierte er mit Get The Dog – Verrückt nach Liebe eine weitere Komödie in der Besetzung David Spade, Sophie Marceau und Ever Carradine. Ab dem Jahre 2000 arbeitete Pollack hauptsächlich in der Funktion als ausführender Produzent unter anderem bei Fernsehfilmen und Fernsehserien wie Jennifer Lopez in Concert, The Tyra Banks Show oder The Show with A.J. Calloway. 2003 war er Produzent des Kinofilms Fighting Temptations mit Cuba Gooding Jr., Beyoncé Knowles und Mike Epps.
Mit dem Entertainer Jeff Beacher hatte er in den letzten Lebensjahren gemeinsam an der Produktion von Varieté-Shows gearbeitet. Pollack verstarb unerwartet bei einem Jogginglauf in Hermosa Beach, Kalifornien, am frühen Morgen des 23. Dezember 2013.

## Filmografie

### Als Regisseur
- 1994: Above the Rim
- 1997: Booty Call – One-Night-Stand mit Hindernissen (Booty Call)
- 1999: Get The Dog – Verrückt nach Liebe (Lost & Found)

### Als Drehbuchautor
- 1990–1996: Der Prinz von Bel-Air (Fernsehserie, 6 Staffeln)
- 1994: Above the Rim

### Als Produzent
Kino
- 1994: Above the Rim
- 2003: Fighting Temptations (The Fighting Temptations)

Fernsehen
- 1990–1995: Der Prinz von Bel-Air (Fernsehserie, 124 Episoden)
- 1992: The 1992 Billboard Music Awards
- 1993: The 1993 Billboard Music Awards
- 2001: Jennifer Lopez in Concert (Fernsehdokumentarfilm)
- 2005: The Tyra Banks Show (Fernsehserie)
- 2005: Celebrity Autobiography: In Their Own Words (Fernsehfilm)
- 2005: The Show with A.J. Calloway (Fernsehfilm)
- 2008: Pam: Girl on the Loose (Fernsehserie, 1 Episode)